# Rok koně
Rok koně (Year of the Horse) je hudební dokumentární film z roku 1997, jehož režisérem byl Jim Jarmusch. Během natáčení filmu Mrtvý muž požádal autor hudby Neil Young Jarmusche, aby pro něj natočil videoklip. Z původního záměru se stal nakonec celovečerní dokumentární film, ve kterém jsou záběry z koncertů a zákulisí koncertního turné skupiny Crazy Horse po USA a Evropě v roce 1996. Film je doplněn rozhovory a dále záběry z koncertů z roku 1976 a 1986.
Z turné bylo vydáno také stejnojmenné koncertní album Year of the Horse (Reprise, 1997).

## Obsazení
Skupina Crazy Horse
| Ralph Molina            | bicí, zpěv            |
| Frank "Poncho" Sampedro | kytara, klávesy, zpěv |
| Billy Talbot            | basová kytara, zpěv   |
| Neil Young              | kytara, zpěv          |

## Hudba
Hudba k filmu je dílem Neila Younga, není-li uvedeno jinak. Jsou použity písničky:
- Fuckin' Up
- Slip Away
- Barstool Blues
- Stupid Girl
- Big Time
- Tonight's the Night
- Sedan Delivery
- Like a Hurricane
- Music Arcade
- My Girl (hudba William Robinson Jr., Ronald White)